# Ngô Quang Trưởng
Ngô Quang Trưởng (23 tháng 05 năm 1929 – 14 tháng 07 năm 2007) là một cựu Trung tướng Quân lực Việt Nam Cộng hòa. Xuất thân từ những khóa đầu tại trường Sĩ quan Trừ bị của Quốc gia Việt Nam, ông có hơn 12 năm phục vụ trong Binh chủng Nhảy dù. Năm 1972, ông được bổ nhiệm làm Tư lệnh Quân đoàn I, là chỉ huy cao nhất trong trận đánh tái chiếm Thành cổ Quảng Trị. Năm 1975, Quân đoàn I do ông chỉ huy thất bại nhanh chóng do bị rút Sư đoàn Dù về Sài Gòn theo lệnh của Tổng thống Nguyễn Văn Thiệu cộng thêm việc tinh thần binh sĩ ở vùng hỏa tuyến hoang mang khi Sư đoàn Thủy quân lục chiến rút khỏi Quảng Trị trong Chiến dịch Huế - Đà Nẵng. Dù tuyên bố cứng rắn “Việt cộng phải bước qua xác tôi mới vào được Cố đô Huế”, nhưng ngày 29 tháng 3 năm 1975, ông và một số tướng lãnh đã bỏ Sở chỉ huy, bơi ra tàu hải quân neo đậu ngoài khơi Đà Nẵng để vào Sài Gòn, sau đó di tản sang Mỹ.

## Tiểu sử và Binh nghiệp
Ông sinh vào tháng 12 năm 1929 trong một gia đình đại điền chủ giàu có tại Thạnh Phong, Thạnh Phú, tỉnh Bến Tre, miền Tây Nam phần Việt Nam. Do gia đình có điều kiện kinh tế nên ông có được trình độ học vấn căn bản. Năm 1948, ông tốt nghiệp phổ thông Trung học chương trình Pháp tại Cần Thơ với văn bằng Tú tài I (Part I). Sau đó được bổ dụng làm Công chức ngoại ngạch tại Mỹ Tho một thời gian trước khi gia nhập Quân đội.

### Quân đội Quốc gia Việt Nam
Tháng 10 năm 1953, thi hành theo lệnh động viên của Quốc trưởng Bảo Đại ông nhập ngũ vào Quân đội Quốc gia Việt Nam, mang số quân: 49/100.012. Theo học khóa 4 Cương Quyết tại trường Sĩ quan Trừ bị Thủ Đức, khai giảng ngày 7 tháng 11 năm 1953. Ngày 1 tháng 6 năm 1954, mãn khóa tốt nghiệp với cấp bậc Thiếu úy. Ra trường, ông tình nguyện gia nhập Binh chủng Nhảy dù, được tiếp tục theo học khoá huấn luyện căn bản Nhảy dù tại Trung tâm Huấn luyện Nhảy dù Bà Quẹo, Tân Sơn Nhứt, Gia Định.
Tháng 7 năm 1954, mãn khóa căn bản Nhảy dù ông được điều về làm Trung đội trưởng trong Tiểu đoàn 5 Nhảy dù dưới quyền Đại úy Phạm Văn Phú Khi trận Điện biên phủ đang diễn ra, đơn vị của ông được phân công nhảy dù xuống mặt trận để tăng viện cho quân đồn trú Pháp. Tuy nhiên, đơn vị chưa kịp điều động thì Điện biên phủ thất thủ, ông tránh được việc bị bắt làm tù binh như Đại úy Phạm Văn Phú.

### Quân lực Việt Nam Cộng hòa
Đầu năm 1955, ông được cử làm Đại đội trưởng Đại đội 1 của Tiểu đoàn 5 Nhảy dù. Tháng 5, ông bị thương trong trận đánh quân Bình Xuyên tại Sài Gòn. Sau khi Quân đội Quốc gia Việt Nam đổi tên thành Quân đội Việt Nam Cộng hòa. Tháng 10 cùng năm, ông được đặc cách thăng cấp Trung úy tại nhiệm. Đến đầu năm 1961, ông được thăng cấp Đại úy và được cử làm Tiểu đoàn phó Tiểu đoàn 5 Nhảy dù. Tháng 7 năm 1963 ông lên làm Tiểu đoàn trưởng Tiểu đoàn 5 thay thế Thiếu tá Hồ Tiêu. Tháng 2 năm 1964, sau Cuộc Chỉnh lý nội bộ của tướng Nguyễn Khánh, ông được thăng cấp Thiếu tá tại nhiệm. Tháng 4 năm 1965, nhờ những thành tích chỉ huy chiến đấu, ông được đặc cách thăng cấp Trung tá được cử giữ chức vụ Tham mưu trưởng Lữ đoàn Nhảy dù, do Chuẩn tướng Dư Quốc Đống Tư lệnh Lữ đoàn.
Đầu năm 1966, ông được cử giữ chức Tư lệnh phó Sư đoàn Nhảy dù vẫn Chuẩn tướng Dư Quốc Đống làm Tư lệnh. Sau vụ "biến động miền Trung". Ngày Quân lực 19 tháng 6 cùng năm, ông được thăng cấp Đại tá tại nhiệm. Sau đó, ông chuyển sang đơn vị Bộ binh được bổ nhiệm làm Tư lệnh Sư đoàn 1 thay thế Chuẩn tướng Phan Xuân Nhuận (bị cách chức vì liên can đến vụ biến động miền Trung).
Đầu năm 1967, các đơn vị thuộc Sư đoàn 1 do ông chỉ huy, gồm Đại đội Hắc Báo Trinh sát, cùng Chi Đoàn 2/7 Thiết vận xa M.113 và Tiểu đoàn 9 Nhảy Dù tăng phái do Thiếu tá Nguyễn Thế Nhã chỉ huy. Tấn công và phá vỡ hạ tầng cơ sở của lực lượng du kích địa phương trên 3 địa danh: Lương Cổ, Đồng Xuyên, Mỹ Xá thuộc quận Hương Trà, tỉnh Thừa Thiên. Sau trận này ông được đặc cách thăng cấp Chuẩn tướng vào ngày 4 tháng 2 cùng năm.
Năm 1968, Sư đoàn 1 và Chiến Đoàn I Nhảy Dù (gồm các Tiểu đoàn 2, 7 và 9) tăng phái do Trung tá Lê Quang Lưỡng chỉ huy đã tham chiến cùng với quân đội Hoa Kỳ tại Huế trong 26 ngày (từ 30 tháng 1 đến 24 tháng 2). Trong 1 tháng, các đơn vị này cùng quân Mỹ giao chiến ác liệt, đẩy bật các đơn vị xung kích của phía đối phương là Quân Giải phóng miền Nam Sau trận Tết Mậu Thân, đầu tháng 6 cùng năm, ông được đặc cách thăng cấp Thiếu tướng tại nhiệm.
Trung tuần tháng 8 năm 1970, ông nhận lệnh bàn giao Sư đoàn 1 Bộ binh lại cho Chuẩn tướng Phạm Văn Phú. Ngay sau đó, ông được bổ nhiệm chức vụ Tư lệnh Quân đoàn IV và Quân khu 4 thay thế Thiếu tướng Ngô Dzu chuyển ra Cao nguyên miền Trung giữ chức vụ Tư lệnh Quân đoàn II và Quân khu 2. Ngày Quốc khánh Đệ nhị Cộng hòa 1 tháng 11 năm 1971, ông được thăng cấp Trung tướng tại nhiệm.
Đầu tháng 5 năm 1972, ông được lệnh bàn giao Quân đoàn IV và Quân khu 4 lại cho Thiếu tướng Nguyễn Vĩnh Nghi (nguyên Tư lệnh Sư đoàn 21 Bộ binh) để đi nhận chức vụ Tư lệnh Quân đoàn I và Quân khu 1 thay thế Trung tướng Hoàng Xuân Lãm. Thời điểm này, Quân đoàn I được tăng cường toàn bộ Lực lượng Tổng trừ bị của Quân lực Việt Nam Cộng hòa và được yểm trợ từ xa bởi Hạm đội Đệ thất của Hoa Kỳ ở ngoài khơi biển Đông đã giao chiến ác liệt với đối phương. 2 bên đều tổn thất lớn, Quân lực Việt Nam Cộng hòa tái chiếm được Cổ thành Quảng Trị và các phần đất ở phía nam sông Thạch Hãn, nhưng không chiếm lại được cảng Cửa Việt và nửa phía bắc tỉnh Quảng Trị.

## Năm 1975

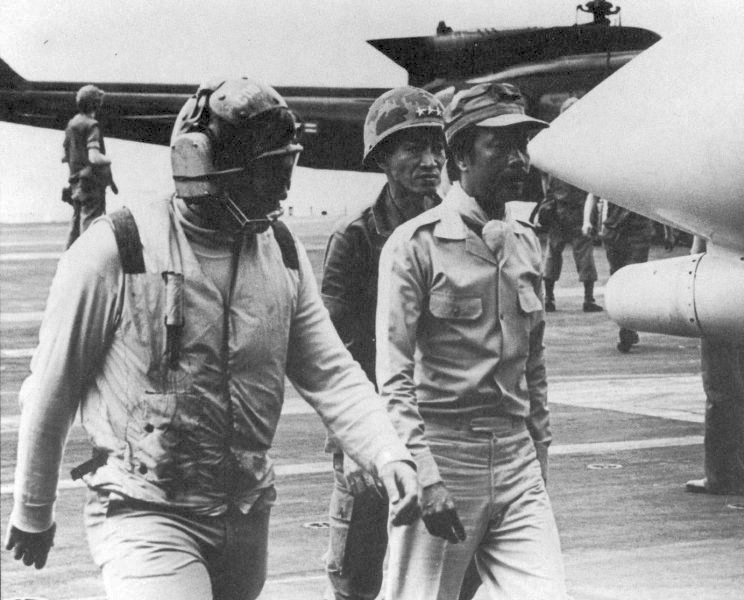
Ngô Quang Trưởng và Nguyễn Cao Kỳ khi di tản ra tàu sân bay Mỹ vào ngày 29 tháng 4 năm 1975

Tháng 3 năm 1975, khi quân đối phương mở chiến dịch đồng loạt tấn công miền Nam, với chức vụ Tư lệnh Quân đoàn I và Quân khu I, ông được lệnh phải giữ bằng được Huế. Trong tình hình này, ông tuyên bố: “Việt cộng phải bước qua xác tôi mới vào được cố đô Huế”. Còn Tổng thống Thiệu thì tuyên bố trên đài Sài Gòn: “Bỏ Kon Tum, Pleiku để bảo toàn lực lượng, còn Đà Nẵng, Huế, Quân khu 3 sẽ phải giữ đến cùng”. Nhưng sau ít lâu, có lệnh di tản Bộ Tư lệnh Tiền phương Quân đoàn I vào Đà Nẵng. Lại cộng thêm xích mích gay gắt giữa ông với Tổng thống Thiệu. Cùng lúc đó tin tức về việc bỏ Cao Nguyên cùng dòng người di tản hàng trăm ngàn người ùn ùn đổ vào Đà Nẵng khiến thành phố trở nên hoảng loạn và không thể kiểm soát được. Cộng với việc rút Sư đoàn Dù về Sài Gòn và tin đồn Tổng thống Thiệu muốn rút cả Sư đoàn Thủy quân Lục Chiến đã khiến tinh thần binh sĩ của tướng Trưởng xuống rất thấp, quan và lính tranh nhau lên máy bay, gây ra cảnh ẩu đả náo loạn. Sĩ quan, binh sĩ đưa theo gia đình tháo chạy gây ra cảnh cướp bóc, ẩu đả, bắn lẫn nhau…
Hàng vạn lính mắc kẹt tại Đà Nẵng chạy ra bán đảo Sơn Trà hòng thoát về phía nam bằng đường biển, gây ra cảnh chen lấn giẫm đạp tranh nhau xuống tàu, binh lính đạp cả sĩ quan xuống biển. Cuộc di tản hoàn toàn thất bại, tổn thất toàn bộ lực lượng quân sự và cơ giới của Quân đoàn I trong thời gian rất ngắn. Thiệt hại đáng kể nhất là việc quân đội Việt Nam Cộng Hòa mất hoàn toàn quyền kiểm soát vùng lãnh thổ có 3 triệu dân, và việc tan rã 4 Sư đoàn quân chủ lực, trong đó có hai Sư đoàn thuộc hàng thiện chiến nhất của Quân lực Việt Nam Cộng hòa là Sư đoàn 1 Bộ Binh và Sư đoàn Thủy quân Lục chiến, đưa đến sụp đổ toàn bộ QLVNCH một cách nhanh chóng và bất ngờ. Trong vòng 32 giờ, hơn 100.000 quân ở Đà Nẵng dưới quyền của tướng Trưởng đã hoàn toàn tan rã và đầu hàng.
Tướng Ngô Quang Trưởng đã không giữ lời hứa “chết trong thành phố Huế”, mà tìm cách bơi ra tàu chiến đang neo ngoài khơi Đà Nẵng để thoát khỏi vòng vây. Ngày 29/3, khi tướng Trưởng đang ở trên tàu HQ-404 thì Nguyễn Văn Thiệu ra một mệnh lệnh qua điện thoại yêu cầu ông tổ chức lực lượng quay lại tái chiếm Đà Nẵng, ông từ chối nhận nhiệm vụ với lý do là binh sĩ đã mất hết tinh thần chiến đấu
Tướng Trưởng phải bơi ra tàu đang neo đậu ngoài khơi Đà Nẵng, do sóng to và tàu neo xa bờ khiến ông khi lên được tàu trong tình trạng sức khỏe kém, tàu cập bến Vũng Tàu chở theo ông và hơn 4.000 Thủy Quân Lục Chiến. Sau đó ông được chuyển vào Tổng Y Viện Cộng Hòa chữa trị.
Những ngày cuối tháng 4 năm 1975, một sĩ quan lục quân Mỹ từng làm việc với Ngô Quang Trưởng đã đến gặp gia đình ông và đề nghị di tản khỏi Sài Gòn trước khi Quân giải phóng từ mọi hướng đổ về làm chủ thành phố. Vợ con Ngô Quang Trưởng theo sự hướng dẫn của viên sĩ quan người Mỹ xuống tàu thủy để ra đi. Riêng Ngô Quang Trưởng, đến ngày 30/4/1975, ông di tản bằng trực thăng của tướng Nguyễn Cao Kỳ ra tàu sân bay của Hạm đội 7, rồi từ đó ông ta đến đảo Guam để đoàn tụ gia đình. Tại đây, với sự giới thiệu của tướng Cushman (từng là cố vấn quân sự của Mỹ tại Vùng 4 chiến thuật), ông cùng người con trai bắt đầu đi học nghề nông ở một nông trại cho đến lúc chuyển đến định cư tại Falls Church, Virginia - miền Đông nước Mỹ.

## Gia đình và những năm tháng lưu vong
Ngô Quang Trưởng cưới con gái lớn của nhà văn Thạch Lam là Nguyễn Tường Nhung. Hai người có bốn người con, sống với nhau cho đến ngày ông trút hơi thở cuối cùng lúc 3h sáng ngày 22 tháng 1 năm 2007, hưởng thọ 78 tuổi. Theo ước nguyện của ông, năm 2008 tro cốt của ông được gia đình đem về Việt Nam và được rải trên đỉnh đèo Hải Vân (ranh giới giữa Đà Nẵng và tỉnh Thừa Thiên-Huế).

## Các tác phẩm quân sự
Bắt đầu năm 1979, theo lời mời của Trung tâm Quân sử Quân lực Hoa Kỳ (U.S. Army Center of Military History), ông ghi lại kinh nghiệm chiến đấu qua 3 quyển sách hiện còn lưu trữ tại trung tâm kể trên.
- "The Easter Offensive of 1972" (1983).
- "Territorial Forces" (1984).
- "RVANF and US Operational Cooperational Coordination" (1984).